# Weihnachtsdorf Waldbreitbach

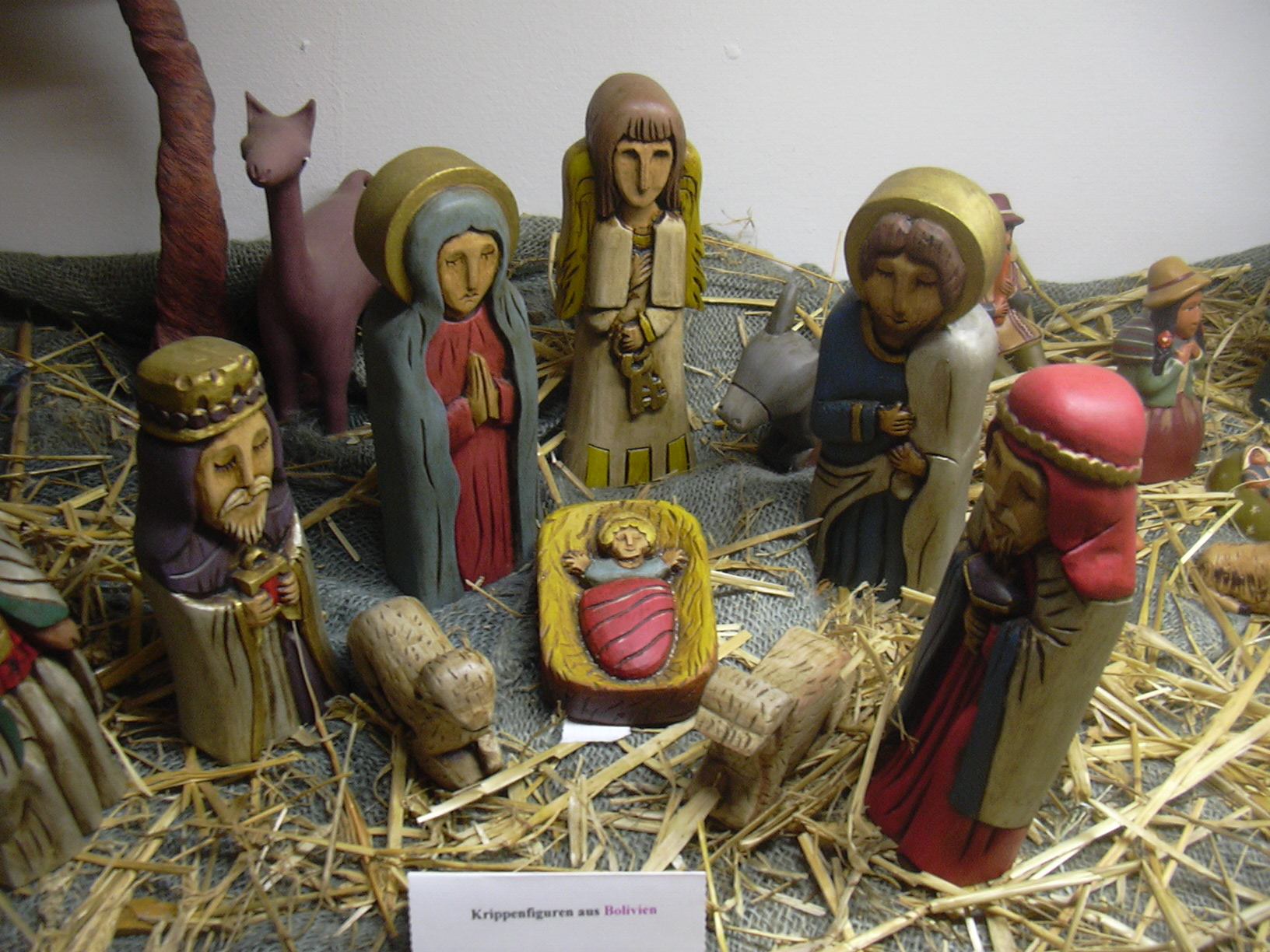
Permanente Krippenausstellung Waldbreitbach: Krippe aus Bolivien

Weihnachtsdorf Waldbreitbach ist ein Slogan, unter dem die rheinland-pfälzische Gemeinde Waldbreitbach im Dezember und Januar eine Krippen-Sammlung sowie dazugehörige weihnachtliche Attraktionen bewirbt. Bis zur Saison 2015/16 lautete der Slogan Weihnachts- und Krippendorf Waldbreitbach.

## Geschichte
Ausgelöst durch eine mittlerweile (Stand 2014) nach eigenen Angaben über 2200 Exponate umfassende Krippen-Sammlung und eigene Krippen-Gestaltungen des lokalen ehemaligen Hoteliers Gustel Hertling begann in den späten 1990er Jahren ein überregionaler Weihnachtstourismus nach Waldbreitbach.
Der Sammler ist seit 2008 geprüfter Krippenbaumeister und unterhält seine eigene Krippenbauschule in Zusammenarbeit mit österreichischen Kollegen; es gibt in Waldbreitbach einen Krippen-Verein, der eine Kooperation mit dem Landeskrippenverband in Salzburg pflegt; Krippenbau-Kurse werden jeweils im Herbst angeboten.

## Krippen-Dauerausstellung
Die ganzjährig an Wochenenden und Feiertagen geöffnete Ausstellung im „Internationalen Krippen- und Bibelmuseum“, die jährlich variiert und Ergänzungen aufnimmt, enthält auf 720 m² Fläche historische und zeitgenössische Krippen unterschiedlicher Größe und künstlerischer Qualität aus 80 Ländern mit deutlichen Schwerpunkten auf Europa und Südamerika. Es sind aber auch afrikanische Länder, Indien, Japan, China, Ozeanien und Alaska vertreten. Dabei werden unterschiedliche Techniken und Materialien dokumentiert; so gibt es neben Krippen mit geschnitzten oder Terracotta-Figuren Häkelkrippen aus Stoff, Laubsägekrippen, Papierschnittkrippen, Krippen aus Gips und Blech, Krippen aus Muranoglas sowie Wurzelholzkrippen, zudem als Reisekrippen verwendete Miniaturausfertigungen; die kleinste ist nicht größer als ein Kirschkern.
1998 baute Hertling eine Naturwurzelkrippe in der Pfarrkirche Maria Himmelfahrt, die als „größte der Welt“ ins Guinness-Buch der Rekorde dieses Jahrgangs aufgenommen wurde; sie wird jährlich zur Weihnachtszeit in der katholischen Pfarrkirche aufgebaut und ist vom 1. Advent bis 2. Februar (Maria Lichtmess) zu besichtigen. 2006 schlug der Krippenbauer mit einer noch größeren Krippen-Gebirgslandschaft mit fließendem Wasser (8,50 m hoch auf 130 m² Grundfläche, permanent in der Ausstellungshalle) seinen eigenen Rekord.
Seit 2008, dem Jahr der Seligsprechung Mutter Rosas, hat Hertling eine raumfüllende Gestaltung in Krippenbauweise der Biographie der Ordensgründerin der Waldbreitbacher Franziskanerinnen von ihrer Kindheit im Fockenbachtal bis zu ihrem Klosterleben in Glockscheid gewidmet.
Die permanente Ausstellung wird alljährlich durch Sonderausstellungen ergänzt. So gab es beispielsweise
- 2009 in Zusammenarbeit mit Reinhold Pfandzelter aus Urbach, einem Mitglied des Elsässer Zinnfiguren-Vereins AFCFEF, das Thema „Frankreich“; hier war ein großflächig nachgebautes provenzalisches Dorf mit Rathaus, Bauernhöfen, Geschäften und fast 60 Santons – Landsknechte, Fischer, Händler – zu sehen.
- 2010 den Schwerpunkt „Böhmen und Tschechien“ in Zusammenarbeit mit Max Schneckenbühl, einem Lehrer und Krippensammler aus Horressen, mit kunstvollen Kastenkrippen des 19. Jahrhunderts aus dem vor 1945 für seine Krippenfiguren berühmten Grulicher Ländchen, Landschaftskrippen aus dem Egerland und Marktredwitz, Papier-, Holz-, Stroh-, Maiskolbenblätter-  und Lebkuchenkrippen sowie zeitgenössischen Gestaltungen in Deutschland lebender tschechischer Künstler wie beispielsweise Ilona Klawitter (Sonderausstellung für diese Künstlerin auch 2011).

## Attraktionen

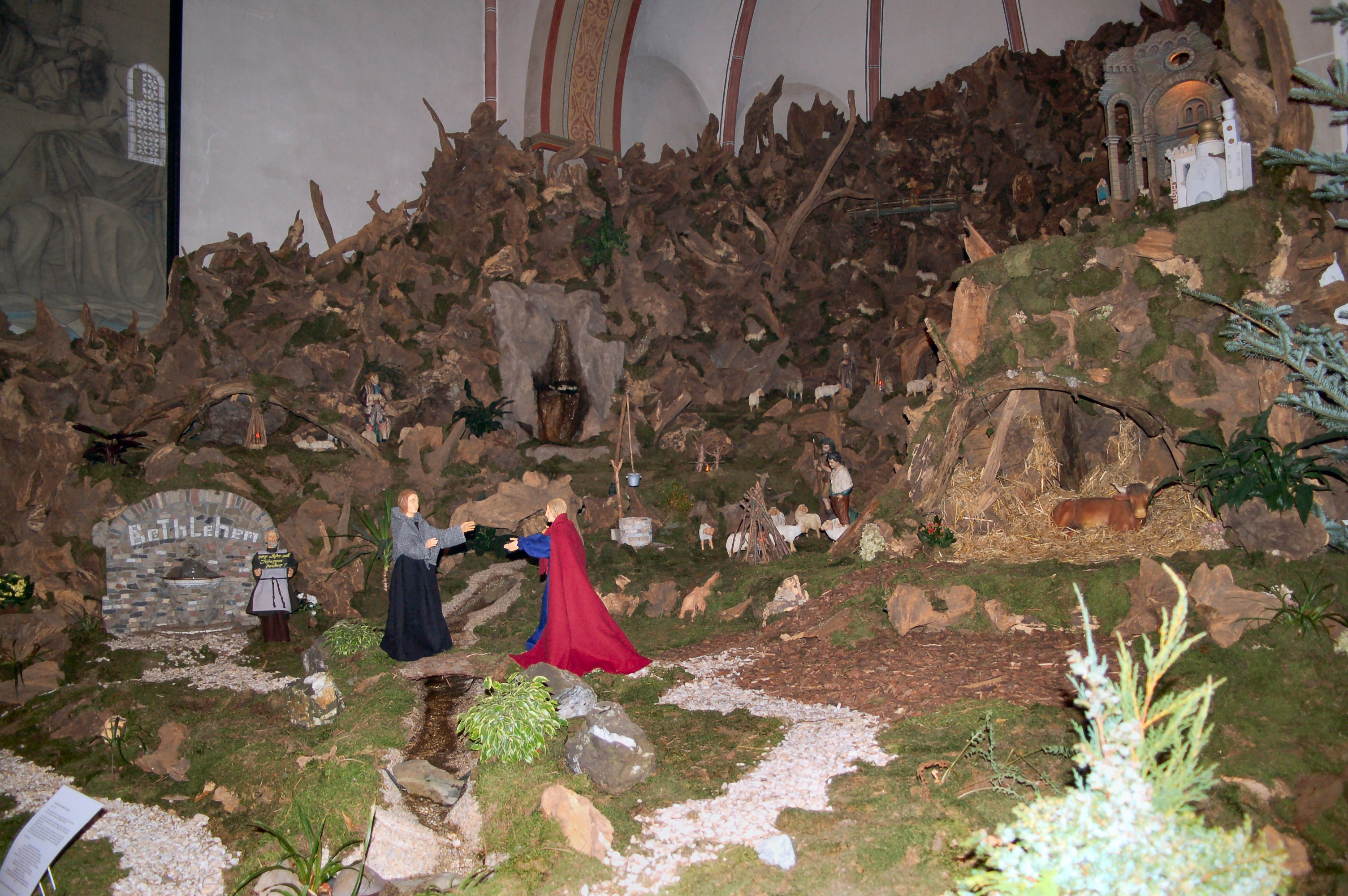
Größte Naturwurzelkrippe der Welt von Gustel Hertling

Der unter dem Slogan Weihnachtsdorf Waldbreitbach vermarktete Ort weist zur Adventszeit eine Reihe weiterer Attraktionen auf:
- 1998 baute Hertling eine Naturwurzelkrippe in der Pfarrkirche Maria Himmelfahrt, die als „größte der Welt“ ins Guinness-Buch der Rekorde dieses Jahrgangs aufgenommen wurde; sie wird jährlich zur Weihnachtszeit in der katholischen Pfarrkirche aufgebaut und ist vom 1. Advent bis 2. Februar (Maria Lichtmess) zu besichtigen.
- Der „Stern von Bethlehem“ leuchtet seit 1999 zur Weihnachtszeit aus ca. 3.500 Lichtern, befestigt an 3,5 m hohen Holzstangen, auf den Hängen oberhalb von Waldbreitbach. Am Wegesrand im Stern, unterhalb des Klosters Marienhaus, sind ca. 35 Krippen aufgebaut.
- Eingerichtet sind zur Adventszeit ein Kleiner Krippenweg und ein Großer Krippenweg nach Weihnachten. Der Kleine Krippenweg berührt neben der Krippen-Ausstellung die Pfarrkirche sowie 39 Geschäfte, Restaurants, Dienstleistungsbetriebe und historische Stätten mit Krippen auf circa 2 km innerhalb des Ortskerns. Der Große Krippenweg verläuft mit 32 Stationen – auch mit dem PKW anfahrbar – auf circa 25 km rund um die ehemalige Verbandsgemeinde; berührt werden Roßbach, Elsbach, Siebenmorgen, Verscheid, Glockscheid, Niederbreitbach, Hausen und Over.
- Seit 1995 wird jedes Jahr an einem historischen Fachwerkhaus ein überdimensionaler Adventskalender angebracht.
- 1997 wurde eine 8 m hohe Weihnachtspyramide nach Plänen aus Schwarzenberg von einer lokalen Schlosserei erbaut und erstmals am Treppenaufgang zur Pfarrkirche aufgestellt.
- An dieser Kirchentreppe werden seit 1998 überlebensgroße Seiffener Figuren aus Fichtenholz aufgestellt: Bergmann, Engel, Räuchermännchen, Nussknacker sollen Verbundenheit mit dem Erzgebirge symbolisieren vor dem Hintergrund, dass der Westerwald rund um Waldbreitbach auch eine historische Bergbauregion war. Weihnachtsmann und Garnmännchen sind lokale Zutaten.
- Im Advent 2008 ist ein auf der Wied schwimmender Adventskranz mit einem Durchmesser von rund 10 m und mannshohen Kerzen hinzugekommen.
- Im Advent 2014 wurde eine schwimmende Krippe installiert, die abends mit wechselnder Beleuchtung angestrahlt wird,.
- Konzerte in der katholischen Pfarrkirche begleiten die Hauptsaison Waldbreitbachs.
- Seit 2003 gibt es zur Adventszeit fünfmal täglich am Rathaus Glockenspiel. Im Einsatz sind 23 Glocken mit 60 verschiedenen Melodien.
- Jeweils am zweiten und dritten Adventswochenende findet samstags und sonntags im Ortskern der Christkindchenmarkt statt, der vom Gewerbeverband Waldbreitbach, einer Vereinigung aller Gewerbetreibenden der Gemeinde, organisiert wird. Verkauft werden Kunsthandwerk und Agrarerzeugnisse der Region.